# Dayah Lampoh Awe
Dayah Lampoh Awe is een bestuurslaag in het regentschap Pidie van de provincie Atjeh, Indonesië. Dayah Lampoh Awe telt 270 inwoners (volkstelling 2010).